# Lijst van rijksmonumenten in de Langestraat (Amsterdam)
Een overzicht van de 35 rijksmonumenten in de Langestraat in Amsterdam.
| Object | Oorspronkelijke functie? | Bouwjaar                            | Architect | Locatie               | Coördinaten?                  | Nr.? | Afbeelding                                               |
| --- | ------------------------ | ----------------------------------- | --------- | --------------------- | ----------------------------- | ---- | -------------------------------------------------------- |
| Pand waarvan de gevel wordt afgesloten door een 19e-eeuwse rechte lijst                                                         | Gebouw                   | 17e of 18e eeuw (kern)              |           | Langestraat 3A        | 52° 22' 44" NB, 4° 53' 34" OL | 3148 | Upload foto                                              |
| Pand met halsgevel met 'HOOP' in de afdekking                                                                                   | Gebouw                   | eerste kwart 18e eeuw               |           | Langestraat 25A       | 52° 22' 41" NB, 4° 53' 31" OL | 3149 | Meer afbeeldingen                                        |
| Pand met halsgevel met 'LIEFDE' in de afdekking                                                                                 | Gebouw                   | ca. 1725                            |           | Langestraat 25A t/m E | 52° 22' 41" NB, 4° 53' 31" OL | 3150 | Meer afbeeldingen                                        |
| Koetshuis met bovenwoning | Gebouw                   | 18e eeuw of ouder                   |           | Langestraat 31        | 52° 22' 41" NB, 4° 53' 31" OL | 3151 | Koetshuis met bovenwoning                                |
| Voormalige koetshuizen van Singel 66 en 68, met bovenwoningen, onder een dak                                                    | Gebouw                   | 18e eeuw                            |           | Langestraat 33A       | 52° 22' 40" NB, 4° 53' 30" OL | 3152 | Meer afbeeldingen                                        |
| Koetshuis met beneden- en bovenwoning onder dwars dak                                                                           | Gebouw                   | 18e eeuw                            |           | Langestraat 37A       | 52° 22' 40" NB, 4° 53' 30" OL | 3153 | Koetshuis met beneden- en bovenwoning onder dwars dak    |
| Pand met puntgevel met halsje onder gebogen afdekking                                                                           | Gebouw                   | 18e eeuw                            |           | Langestraat 39        | 52° 22' 39" NB, 4° 53' 30" OL | 3154 | Pand met puntgevel met halsje onder gebogen afdekking    |
| Koetshuis met bovenwoning | Gebouw                   | 17e eeuw (kern) 19e eeuw (verb.)    |           | Langestraat 43A       | 52° 22' 39" NB, 4° 53' 29" OL | 3155 | Upload foto                                              |
| Pand met 18e-eeuwse gevel onder tamelijk recente trappentop                                                                     | Gebouw                   | 18e eeuw                            |           | Langestraat 49        | 52° 22' 38" NB, 4° 53' 28" OL | 3156 | Meer afbeeldingen                                        |
| Koetshuis met bovenwoningen | Gebouw                   | 18e/19e eeuw                        |           | Langestraat 51        | 52° 22' 38" NB, 4° 53' 28" OL | 3157 | Upload foto                                              |
| Koetshuis met bovenwoningen | Gebouw                   | 18e/19e eeuw                        |           | Langestraat 53A       | 52° 22' 37" NB, 4° 53' 28" OL | 3158 | Upload foto                                              |
| Huis met latere gevel onder klokvormige top met rollagen                                                                        | Gebouw                   | 17e eeuw (kern) 19e eeuw (rollagen) |           | Langestraat 6         | 52° 22' 44" NB, 4° 53' 33" OL | 3161 | Huis met latere gevel onder klokvormige top met rollagen |
| Huis met latere puntgevel onder zandstenen afdekbanden                                                                          | Gebouw                   | 17e eeuw                            |           | Langestraat 22        | 52° 22' 43" NB, 4° 53' 32" OL | 3162 | Huis met latere puntgevel onder zandstenen afdekbanden   |
| Pand met gevel onder klokvormige top met rollagen                                                                               | Gebouw                   | 18e/19e eeuw                        |           | Langestraat 28        | 52° 22' 43" NB, 4° 53' 32" OL | 3163 | Upload foto                                              |
| Huis met in recente tijd vernieuwde latere gevel onder klokvormige top met rollagen                                             | Gebouw                   | 17e eeuw                            |           | Langestraat 32        | 52° 22' 42" NB, 4° 53' 31" OL | 3164 | Meer afbeeldingen                                        |
| Pand met puntgevel met halsje onder gebogen afdekking waarin wapenschild en 1715                                                | Gebouw                   | 1715                                |           | Langestraat 34        | 52° 22' 42" NB, 4° 53' 31" OL | 3165 | Meer afbeeldingen                                        |
| Pand met ingezwenkte halsgevel                                                                                                  | Gebouw                   | derde kwart 18e eeuw                |           | Langestraat 36        | 52° 22' 41" NB, 4° 53' 31" OL | 3167 | Meer afbeeldingen                                        |
| Pand met ingezwenkte halsgevel                                                                                                  | Gebouw                   | derde kwart 18e eeuw                |           | Langestraat 42        | 52° 22' 41" NB, 4° 53' 31" OL | 3168 | Meer afbeeldingen                                        |
| Pand met puntgevel met halsje onder gebogen afdekking                                                                           | Gebouw                   | 18e eeuw                            |           | Langestraat 50        | 52° 22' 41" NB, 4° 53' 30" OL | 3169 | Meer afbeeldingen                                        |
| Pand met 18e-eeuwse gevel op laat-19e-eeuwse pui en onder 19e-eeuwse lijst                                                      | Gebouw                   | 18e/laat 19e eeuw                   |           | Langestraat 52        | 52° 22' 41" NB, 4° 53' 30" OL | 3170 | Upload foto                                              |
| Pand met gevel onder rechte lijst met twee consoles                                                                             | Gebouw                   | tweede kwart 18e eeuw               |           | Langestraat 54        | 52° 22' 40" NB, 4° 53' 30" OL | 3171 | Meer afbeeldingen                                        |
| Pand met puntgevel met halsje                                                                                                   | Opslag                   | 18e eeuw                            |           | Langestraat 56        | 52° 22' 40" NB, 4° 53' 30" OL | 3172 | Meer afbeeldingen                                        |
| Pand met puntgevel met halsje onder fronton                                                                                     | Gebouw                   | 18e eeuw                            |           | Langestraat 58        | 52° 22' 40" NB, 4° 53' 30" OL | 3173 | Meer afbeeldingen                                        |
| Pand met zeldzaam type trapgevel met grote blokken in de strekken                                                               | Gebouw                   | 1657                                |           | Langestraat 641       | 52° 22' 40" NB, 4° 53' 29" OL | 3174 | Meer afbeeldingen                                        |
| Pand met gevel van hoofdzakelijk 19e-eeuws voorkomen onder rechte lijst en met een van voluten en kuif voorziene deuromlijsting | Woonhuis                 | 18e/19e eeuw                        |           | Langestraat 66        | 52° 22' 40" NB, 4° 53' 29" OL | 3175 | Meer afbeeldingen                                        |
| Pand met puntgevel met halsje onder gebogen afdekking                                                                           | Gebouw                   | 18e eeuw ca. 1800 (pui)             |           | Langestraat 68I       | 52° 22' 39" NB, 4° 53' 29" OL | 3176 | Meer afbeeldingen                                        |
| Pand met zeldzaam type gevel met grote blokken in de strekken                                                                   | Gebouw                   | 1659                                |           | Langestraat 72        | 52° 22' 39" NB, 4° 53' 29" OL | 3177 | Meer afbeeldingen                                        |
| Pand met gevel onder 19e-eeuwse rechte lijst                                                                                    | Gebouw                   | 19e eeuw                            |           | Langestraat 74        | 52° 22' 39" NB, 4° 53' 29" OL | 3178 | Meer afbeeldingen                                        |
| Pand met ingezwenkte halsgevel                                                                                                  | Woonhuis                 | 18e eeuw                            |           | Langestraat 76        | 52° 22' 39" NB, 4° 53' 29" OL | 3179 | Meer afbeeldingen                                        |
| Hoekhuis waartegen een pothuis                                                                                                  | Gebouw                   | 17e eeuw                            |           | Langestraat 76A       | 52° 22' 38" NB, 4° 53' 28" OL | 3180 | Meer afbeeldingen                                        |
| Pand met gevel waarvan de top                                                                                                   | Gebouw                   | 17e/19e eeuw                        |           | Langestraat 78        | 52° 22' 38" NB, 4° 53' 28" OL | 3181 | Meer afbeeldingen                                        |
| Pand met halsgevel met siertrossen                                                                                              | Woonhuis                 | 1664                                |           | Langestraat 80        | 52° 22' 38" NB, 4° 53' 28" OL | 3182 | Meer afbeeldingen                                        |
| Pand, zeer verbouwd en van een nieuw dwars dak voorzien koetshuis                                                               | Gebouw                   | 18e eeuw 19e eeuw (verb.)           |           | Langestraat 55        | 52° 22' 37" NB, 4° 53' 27" OL | 3159 | Upload foto                                              |
| Huisje met klokgevel | Gebouw                   | 17e/18e/19e eeuw                    |           | Langestraat 59        | 52° 22' 37" NB, 4° 53' 27" OL | 3160 | Upload foto                                              |
| Pand met ingezwenkte halsgevel                                                                                                  | Woonhuis                 | derde kwart 18e eeuw                |           | Langestraat 96        | 52° 22' 37" NB, 4° 53' 26" OL | 3183 | Meer afbeeldingen                                        |